# Éric Ruf
Éric Ruf (Belfort, 21 maggio 1969) è un attore, regista e scenografo francese.

## Biografia
Diplomatosi al Conservatorio di Belfort, entra a far parte dell'École nationale supérieure des arts appliqués et des métiers d'art nel 1987. Dal 1992 al 1994 studia al Conservatoire National Supérieur d'Art Dramatique. Fa parte della Comédie-Française dal 1993, prima ancora di completare gli studi al conservatorio, ne è divenuto membro nel 1998 e amministratore generale nel 2014.
Alla Comédie-Française ha interpretato di tutto: dal Don Giovanni all'Anfitrione, da Ruy Blas a L'avaro, da L'Échange a Lucrezia Borgia, sotto la regia di Jacques Lassalle, Anatoli Vasiliev e Andrzej Seweryn. Nel 2006 interpreta Christian in Cyrano de Bergerac diretto da Denis Podalydès, ruolo per il quale vince il Premio Molière al miglior attore non protagonista.

## Filmografia

### Cinema
- Marie-Louise ou la permission, regia di Manuel Flèche (1995)
- Ritratto nella memoria (The Proprietor), regia di Ismail Merchant (1996)
- Vite rubate (Voleur de vie), regia di Yves Angelo (1998)
- Place Vendôme, regia di Nicole Garcia (1998)
- Passionnément, regia di Bruno Nuytten (2000)
- Red Siren (La Sirène rouge), regia di Olivier Megaton (2002)
- Mon Ange, regia di Serge Frydman (2004)
- Sans moi, regia di Olivier Panchot (2007)
- La Troisième Partie du monde, regia di Éric Forestier (2008)
- Scatti rubati (L'Homme qui voulait vivre sa vie), regia di Éric Lartigau (2010)
- Poupoupidou, regia di Gérald Hustache-Mathieu (2011)
- RIF, regia di Franck Mancuso (2011)
- Un beau dimanche, regia di Nicole Garcia (2014)
- I miei giorni più belli (Trois souvenirs de ma jeunesse), regia di Arnaud Desplechin (2015)
- Maryline, regia di Guillaume Gallienne (2017)
- Mon chien stupide, regia di Yvan Attal (2019)
- L'ufficiale e la spia (J'accuse), regia di Roman Polanski (2019)
- La Ligne - La linea invisibile (La Ligne), regia di Ursula Meier (2022)
- I tre moschettieri - D'Artagnan (Les Trois Mousquetaires: D'Artagnan), regia di Martin Bourboulon (2023)
- I tre moschettieri - Milady (Les Trois Mousquetaires: Milady), regia di Martin Bourboulon (2023)

### Televisione
- Un Pique-nique chez Osiris, regia di Nina Companeez - serie TV, episodi 1x1 e 1x2 (2001)
- La Chanson du maçon, regia di Nina Companeez - serie TV (2002)
- Milady, regia di Josée Dayan - serie TV (2004)
- La maledizione dei Templari (Les rois maudits), regia di Josée Dayan, serie TV (2005)
- Le Pendu, regia di Claire Devers, serie TV (2006)
- Law & Order Criminal Intent: Parigi (Paris, enquêtes criminelles), serie TV, episodio 1x7 (2007)
- Pigalle, la nuit, regia di Hervé Hadmar, serie TV (2009)
- La Marquise des ombres, regia di Édouard Niermans, film TV (2010)
- À la recherche du temps perdu, regia di Nina Companeez, serie TV (2011)
- Clash, regia di Pascal Lahmani, serie TV (2012)
- L'Affaire Gordji : Histoire d'une cohabitation, regia di Guillaume Nicloux, serie TV (2012)
- Boulevard du Palais, regia di Marc Angelo, serie TV, episodio 14x1 (2012)
- Drumont, histoire d'un antisémite français, regia di Emmanuel Bourdieu, serie TV (2013)
- Meurtre en trois actes, regia di Claude Mouriéras, serie TV (2013)
- Les Trois Sœurs, regia di Valeria Bruni Tedeschi, serie TV (2015)